# Liste des duchesses de Lorraine
Le duché de Lorraine est né du partage de la Lotharingie en 959 par le duc Brunon de Cologne. Celui-ci confia la partie méridionale du duché au vice-duc Frédéric de Bar qui prit le titre de duc de Haute-Lotharingie en 977. Au fil du temps, cette entité politique deviendra le duché de Lorraine, mentionné comme tel dès 1067, qui perdurera jusqu'en 1766, date de l'annexion par la France.
Durant ces sept siècles et à l'exception des périodes d'occupations étrangères, la Lorraine fut gouvernée par ses ducs héréditaires, descendants de Gérard Ier de Lorraine. Par le mariage d'Isabelle Ire de Lorraine et de René d'Anjou en 1420, cette Maison d'Alsace (ou Maison de Lorraine) s'unit à la branche angevine des Valois. Plus tard, à la mort sans descendance du duc Nicolas de Lorraine, la couronne passa à sa tante Yolande d'Anjou qui y renonça en faveur de son fils René II de Lorraine, né de son union avec le comte Ferry II de Vaudémont. Dès lors, les Lorraine-Vaudémont se succédèrent jusqu'en 1737.
A cette date, le dernier duc héréditaire François III renonça au trône lorrain. Cette abdication était la condition imposée par la France pour qu'il puisse épouser l’archiduchesse d'Autriche Marie-Thérèse, héritière des possessions des Habsbourg. L'ancien duc, d'abord grand-duc de Toscane, fut par la suite élu roi des Romains et couronné empereur du Saint-Empire romain germanique sous le nom de François Ier. Les descendants de François et Marie-Thérèse sont connus sous le nom de Habsbourg-Lorraine et ont conservé au chef de famille, à titre honorifique, le titre de duc de Lorraine. Depuis le 4 juillet 2011, c'est Charles de Habsbourg-Lorraine (Charles VII), fils d'Otto de Habsbourg-Lorraine, qui le porte.
Afin de préparer l'annexion du duché par la France, la couronne de Lorraine fut donnée à titre viager à Stanislas Leszczynski, souverain polonais détrôné et beau-père de Louis XV. Privé de réels pouvoirs politiques, il régna sur le duché jusqu'à sa mort en 1766.

## Duchesses de Haute-Lotharingie (959-1047)

### Maison d'Ardenne-Bar(959-1033)
| Portrait | Nom (dates)                   | Époux | Titres | Eléments biographiques |
| -------- | ----------------------------- | --- | --- | --- |
|          | Béatrice de France (938-1003) | - Frédéric Ier de Lorraine (mariage en 954)                                                                                  | - Comtesse de Bar (955-978) - Duchesse de Haute-Lotharingie (959-978) - Régente de Haute-Lotharingie et de Bar (978-987)                                         | - Princesse de la Dynastie des Robertiens. Fille d'Hugues le Grand et d'Hedwige de Saxe. - Mère d'Adalbéron II de Metz et de Thierry Ier de Lorraine. |
|          | Richilde de Lunéville         | - Thierry Ier de Lorraine (mariage en 985)                                                                                   | - Duchesse de Haute-Lotharingie et comtesse de Bar (985-?) | - Princesse de la Maison de Metz. Fille de Folmar Ier de Metz. - Mère de Frédéric II de Lorraine. |
|          | Mathilde de Souabe (988-1032) | - Conrad de Carinthie (mariage en 1002) - Frédéric II de Lorraine (mariage en 1016) - Esico de Ballenstedt (mariage en 1026) | - Duchesse de Carinthie et margravine de Vérone (1004-1011) - Duchesse de Haute-Lotharingie et comtesse de Bar (1019-1026) - Comtesse de Ballenstedt (1026-1032) | - Princesse de la Dynastie des Conradiens. Fille d'Hermann II de Souabe et de Gerberge de Bourgogne. - Mère de Conrad II de Carinthie, de Brunon de Wurtzbourg, de Frédéric III de Lorraine, de Sophie de Bar, de Béatrice de Bar et d'Adalbert II de Ballenstedt. |

### Maison d'Ardenne-Verdun(1033-1047)
| Nom (dates)   | Époux                                                 | Titres                                                                       | Eléments biographiques                                             |
| ------------- | ----------------------------------------------------- | ---------------------------------------------------------------------------- | ------------------------------------------------------------------ |
| Doda (?-1053) | - Godefroid II de Basse-Lotharingie (mariage en 1020) | - Comtesse de Verdun (1025-1053) - Duchesse de Haute-Lotharingie (1044-1047) | - Mère de Godefroid III de Basse-Lotharingie et d'Ide de Boulogne. |

## Duchesses de Lorraine (1047-1766)

### Maison de Lorraine(1047-1453)
| Portrait | Nom (dates)                               | Époux | Titres | Eléments biographiques | Armoiries |
| -------- | ----------------------------------------- | --- | --- | --- | --------- |
|          | Hedwige de Namur (1005-1080)              | - Gérard Ier de Lorraine | - Duchesse de Lorraine et comtesse de Metz (1048-1070) | - Princesse de la Maison de Namur. Fille d'Albert Ier de Namur et d'Ermengarde de Basse-Lotharingie. - Mère de Thierry II de Lorraine et de Gérard Ier de Vaudémont.                                                                         |           |
|          | Edwige de Formbach (1057-1093)            | - Gebhard de Supplinbourg - Thierry II de Lorraine (mariage en 1075)                                                         | - Comtesse de Supplinbourg (?-1075) - Duchesse de Lorraine (1075-1093) | - Princesse de la Maison de Formbach. Fille de Frédéric de Formbach et de Gertrude d'Haldensleben. - Mère de Lothaire de Supplinbourg, de Simon Ier de Lorraine et de Gertrude de Lorraine.                                                  |           |
|          | Gertrude de Flandre (1070-1117)           | - Henri III de Louvain (mariage en 1090) - Thierry II de Lorraine (mariage en 1095)                                          | - Comtesse de Louvain et de Bruxelles (1090-1095) - Duchesse de Lorraine (1095-1115) | - Princesse de la Maison de Flandre. Fille de Robert Ier de Flandre et de Gertrude de Saxe. - Mère d'Adélaïde de Louvain, de Thierry d'Alsace et d'Henri de Lorraine.                                                                        |           |
|          | Adélaïde de Louvain (?-1158)              | - Simon Ier de Lorraine (mariage en 1112)                                                                                    | - Duchesse de Lorraine (1115-1139) | - Princesse de la Famille des Régnier. Fille d'Henri III de Louvain et de Gertrude de Flandre. - Mère de Mathieu Ier de Lorraine, d'Agathe de Lorraine et de Bertha de Lorraine.                                                             |           |
|          | Judith-Berthe de Hohenstaufen (1123-1195) | - Mathieu Ier de Lorraine (mariage en 1138)                                                                                  | - Duchesse de Lorraine (1139-1176) | - Princesse de la Maison de Hohenstaufen. Fille de Frédéric II de Souabe et de Judith de Bavière. - Mère d'Alix de Lorraine, de Simon II de Lorraine, de Ferry Ier de Lorraine, de Mathieu de Lorraine de Toul et de Thierry IV de Lorraine. |           |
|          | Agnès de Veldenz                          | - Simon II de Lorraine | - Duchesse de Lorraine (?-?) | - Princesse de la Maison de Veldenz. Fille de Gerlach Ier de Veldenz. |           |
|          | Ida de Vienne (1162-1224)                 | - Humbert de Coligny - Simon II de Lorraine (mariage en 1190)                                                                | - Dame de Coligny - Duchesse de Lorraine (1190-1205) | - Princesse de la Maison d'Ivrée. Fille de Géraud Ier de Mâcon et de Maurette de Salins. |           |
|          | Ludmilla Piast de Pologne (1150-1223)     | - Ferry Ier de Lorraine | - Comtesse de Bitche (1188-1206) - Duchesse de Lorraine (1205-1206) | - Princesse de la Maison Piast. Fille de Mieszko III le Vieux et d'Élisabeth de Hongrie. - Mère de Ferry II de Lorraine, de Thierry le Diable et de Matthieu de Lorraine.                                                                    |           |
|          | Agnès de Bar (?-1226)                     | - Ferry II de Lorraine (mariage en 1188)                                                                                     | - Duchesse de Lorraine et comtesse de Bitche (1206-1213) | - Princesse de la Maison de Scarpone. Fille de Thiébaut Ier de Bar et de Laurette de Looz. - Mère de Thiébaud Ier de Lorraine, de Matthieu II de Lorraine et de Jacques de Lorraine.                                                         |           |
|          | Gertrude de Dabo (1190-1225)              | - Thiébaud Ier de Lorraine (mariage en 1215) - Thibaut Ier de Navarre (mariage en 1220) - Simon de Linange (mariage en 1223) | - Comtesse de Metz, de Dabo et d'Eguisheim (de plein droit, 1212-1225) - Duchesse de Lorraine (1215-1220) - Comtesse de Champagne et de Brie (1220-1222)                                                                                | - Princesse de la Maison de Dabo. Fille d'Albert II de Dabo-Moha et de Gertrude de Bade. |           |
|          | Catherine de Limbourg (1215-1255)         | - Matthieu II de Lorraine (mariage en 1225)                                                                                  | - Duchesse de Lorraine (1225-1251) - Régente de Lorraine (1251-1255) | - Princesse de la Maison de Limbourg. Fille de Waléran III de Limbourg et d'Ermesinde Ire de Luxembourg. - Mère de Ferry III de Lorraine. |           |
|          | Marguerite de Champagne (1244-1306)       | - Ferry III de Lorraine (mariage en 1255)                                                                                    | - Duchesse de Lorraine (1255-1303) | - Princesse de la Maison de Blois. Fille de Thibaut Ier de Navarre et de Marguerite de Bourbon. - Mère de Thiébaud II de Lorraine et de Frédéric de Lorraine.                                                                                |           |
|          | Isabelle de Rumigny (1263-1326)           | - Thiébaud II de Lorraine (mariage en 1278)                                                                                  | - Duchesse de Lorraine (1303-1312) | - Princesse de la Maison de Rumigny. Fille d'Hugues de Rumigny et de Philippine d'Oulche. - Mère de Ferry IV de Lorraine. |           |
|          | Élisabeth d'Autriche (1285-1352)          | - Ferry IV de Lorraine (mariage en 1304)                                                                                     | - Duchesse de Lorraine (1312-1328) - Régente de Lorraine (1328-1334) | - Princesse de la Maison de Habsbourg. Fille d'Albert Ier du Saint-Empire et d'Élisabeth de Tyrol. - Mère de Raoul de Lorraine. |           |
|          | Aliénor de Bar (?-1332)                   | - Raoul de Lorraine (mariage en 1329)                                                                                        | - Duchesse de Lorraine (1329-1332) | - Princesse de la Maison de Scarpone. Fille d'Edouard Ier de Bar et de Marie de Bourgogne. |           |
|          | Marie de Châtillon (1323-1363)            | - Raoul de Lorraine (mariage en 1334) - Ferry de Linange (mariage en 1352)                                                   | - Duchesse de Lorraine (1334-1346) - Régente de Lorraine (1346-1360) - Comtesse de Linange (1352-1363) | - Princesse de la Maison de Blois. Fille de Guy Ier de Blois-Châtillon et de Marguerite de Valois. - Mère de Jean Ier de Lorraine. |           |
|          | Sophie de Wurtemberg (1343-1369)          | - Jean Ier de Lorraine (mariage en 1361)                                                                                     | - Duchesse de Lorraine (1361-1369) | - Princesse de la Maison de Wurtemberg. Fille d'Eberhard II de Wurtemberg et d'Élisabeth de Henneberg. - Mère de Charles II de Lorraine et de Ferry Ier de Vaudémont.                                                                        |           |
|          | Marguerite du Palatinat (1376-1434)       | - Charles II de Lorraine (mariage en 1394)                                                                                   | - Duchesse de Lorraine (1394-1431) | - Princesse de la Maison de Wittelsbach. Fille de Robert Ier du Saint-Empire et d'Élisabeth de Nuremberg. - Mère d'Isabelle Ire de Lorraine et de Catherine de Lorraine.                                                                     |           |
|          | Isabelle Ire de Lorraine (1410-1453)      | - René d'Anjou (mariage en 1420)                                                                                             | - Comtesse de Guise (1420-1425) - Duchesse de Bar (1430-1453) - Duchesse de Lorraine (de plein droit, 1431-1453) - Duchesse de Calabre (1434-1435) - Duchesse d'Anjou et comtesse de Provence (1434-1453) - Reine de Naples (1435-1442) | - Princesse de la Maison de Lorraine. Fille de Charles II de Lorraine et de Marguerite de Wittelsbach. - Mère de Jean II de Lorraine, de Louis d'Anjou-Commercy, de Yolande d'Anjou et de Marguerite d'Anjou.                                |           |

### Maison de Valois(1453-1473)
| Portrait | Nom (dates)                 | Époux                                     | Titres | Eléments biographiques | Armoiries |
| -------- | --------------------------- | ----------------------------------------- | --- | --- | --------- |
|          | Yolande d'Anjou (1428-1483) | - Ferry II de Vaudémont (mariage en 1445) | - Baronne de Lambesc (1453-1470) - Comtesse de Vaudémont et dame de Joinville (1458-1470) - Duchesse de Lorraine (de plein droit, 1473) - Duchesse de Bar (de plein droit, 1480) | - Princesse de la Maison de Valois. Fille de René d'Anjou et d'Isabelle Ire de Lorraine. - Mère de René II de Lorraine, de Nicolas de Joinville et de Marguerite de Lorraine-Vaudémont. |           |

### Maison de Lorraine(1473-1737)
| Portrait | Nom (dates)                               | Époux | Titres | Eléments biographiques | Armoiries |
| -------- | ----------------------------------------- | --- | --- | --- | --------- |
|          | Jeanne d'Harcourt (?-1488)                | - René II de Lorraine (mariage en 1471)                                                                                | - Comtesse de Vaudémont (1471-1485) - Duchesse de Lorraine, comtesse d'Aumale et baronne d'Elbeuf (1473-1485) - Dame de Joinville (1476-1485) - Duchesse de Bar (1480-1485) - Baronne de Mayenne (1481-1485) - Marquise de Pont-à-Mousson (1485) | - Princesse de la Maison d'Harcourt. Fille de Guillaume d'Harcourt et de Yolande de Laval. |           |
|          | Philippa de Gueldre (1464-1547)           | - René II de Lorraine (mariage en 1485)                                                                                | - Duchesse de Lorraine et de Bar, comtesse de Vaudémont et d'Aumale, marquise de Pont-à-Mousson, baronne d'Elbeuf et de Mayenne, dame de Joinville (1485-1508) | - Princesse de la Maison d'Egmond. Fille d'Adolphe de Gueldre et de Catherine de Bourbon. - Mère d'Antoine de Lorraine, de Claude de Lorraine, de Jean III de Lorraine, de Louis de Lorraine et de François de Lorraine. |           |
|          | Renée de Bourbon-Montpensier (1494-1539)  | - Antoine de Lorraine (mariage en 1515)                                                                                | - Dame de Mercœur (de plein droit, 1496-1539) - Duchesse de Lorraine et de Bar (1515-1539) | - Princesse de la Maison de Bourbon-Montpensier. Fille de Gilbert de Montpensier et de Claire Gonzague. - Mère de François Ier de Lorraine, d'Anne de Lorraine et de Nicolas de Mercœur. |           |
|          | Christine de Danemark (1521-1590)         | - François II Sforza (mariage en 1534) - François Ier de Lorraine (mariage en 1541)                                    | - Duchesse de Milan (1534-1535) - Duchesse de Lorraine et de Bar (1544-1545) - Régente de Lorraine (1545-1552) | - Princesse de la Maison d'Oldenbourg. Fille de Christian II de Danemark et d'Isabelle d'Autriche. - Mère de Charles III de Lorraine, de Renée de Lorraine et de Dorothée de Lorraine. |           |
|          | Claude de France (1547-1575)              | - Charles III de Lorraine (mariage en 1559)                                                                            | - Duchesse de Lorraine et de Bar (1559-1575) | - Princesse de la Maison de Valois. Fille d'Henri II de France et de Catherine de Médicis. - Mère d'Henri II de Lorraine, de Christine de Lorraine, de Charles de Lorraine, d'Antoinette de Lorraine, de François II de Lorraine, de Catherine de Lorraine et d'Élisabeth de Lorraine. |           |
|          | Marguerite de Mantoue (1591-1632)         | - Henri II de Lorraine (mariage en 1606)                                                                               | - Duchesse de Lorraine et de Bar (1606-1624) | - Princesse de la Maison de Gonzague. Fille de Vincent Ier de Mantoue et d'Éléonore de Médicis. - Mère de Nicole de Lorraine et de Claude-Françoise de Lorraine. |           |
|          | Christine de Salm (1575-1627)             | - François II de Lorraine (mariage en 1597)                                                                            | - Comtesse de Vaudémont (1597-1627) - Duchesse de Lorraine et de Bar (1625) | - Princesse de la Maison de Salm. Fille de Paul de Salm et de Marie Le Veneur. - Mère de Charles IV de Lorraine, d'Henriette de Lorraine, de Nicolas-François de Lorraine et de Marguerite de Lorraine. |           |
|          | Nicole de Lorraine (1608-1657)            | - Charles IV de Lorraine (mariage en 1621)                                                                             | - Duchesse de Lorraine et de Bar (de plein droit, 1624-1625 puis consort 1625-1635) | - Princesse de la Maison de Lorraine. Fille d'Henri II de Lorraine et de Marguerite de Mantoue. |           |
|          | Claude-Françoise de Lorraine (1612-1648)  | - Nicolas-François de Lorraine (mariage en 1634)                                                                       | - Duchesse de Lorraine et de Bar (1634) | - Princesse de la Maison de Lorraine. Fille d'Henri II de Lorraine et de Marguerite de Mantoue. - Mère de Charles V de Lorraine. |           |
|          | Béatrix de Cusance (1614-1663)            | - Léopold-Eugène d'Oiselay (mariage en 1635) - Charles IV de Lorraine (mariage invalidé en 1637 puis officiel en 1663) | - Princesse de Cantecroix (1635-1637) - Duchesse de Lorraine et de Bar (1637-1642 puis 1663) | - Princesse de la Famille de Cusance. Fille de Claude-François de Cusance et d'Ernestine de Witthem. - Mère de Charles-Henri de Lorraine-Vaudémont. |           |
|          | Marie-Louise d'Apremont (1651-1693)       | - Charles IV de Lorraine (mariage en 1665) - Heinrich-Franz de von Mansfeld (mariage en 1679)                          | - Duchesse de Lorraine et de Bar (1665-1675) - Princesse de Fordi (1679-1693) | - Princesse de la Famille d'Apremont. Fille de Charles II d'Apremont et de Louise de Mailly. |           |
|          | Éléonore d'Autriche (1653-1697)           | - Michel Wiśniowiecki (mariage en 1670) - Charles V de Lorraine (mariage en 1678)                                      | - Reine de Pologne et grande-duchesse de Lituanie (1670-1673) - Duchesse de Lorraine et de Bar (1678-1690) | - Princesse de la Maison de Habsbourg. Fille de Ferdinand III de Habsbourg et d'Éléonore de Nevers-Mantoue. - Mère de Léopold Ier de Lorraine, de Charles-Joseph de Lorraine et de Joseph de Lorraine. |           |
|          | Élisabeth-Charlotte d'Orléans (1676-1744) | - Léopold Ier de Lorraine (mariage en 1698)                                                                            | - Duchesse de Lorraine et de Bar (1698-1729) - Régente de Lorraine et de Bar (1729 puis 1730-1737) - Princesse de Commercy (de plein droit, 1737-1744) | - Princesse de la Maison d'Orléans. Fille de Philippe d'Orléans et d'Élisabeth-Charlotte de Bavière. - Mère d'Élisabeth-Charlotte de Lorraine, de Léopold-Clément de Lorraine, de François Ier du Saint-Empire, d'Élisabeth-Thérèse de Lorraine, de Charles-Alexandre de Lorraine et d'Anne-Charlotte de Lorraine. |           |
|          | Marie-Thérèse d'Autriche (1717-1780)      | - François Ier du Saint-Empire (mariage en 1736)                                                                       | - Duchesse de Lorraine et de Bar (1736-1737) - Grande-duchesse de Toscane (1737-1765) - Reine de Hongrie et de Bohême, archiduchesse d'Autriche, duchesse de Milan, souveraine des Pays-Bas (de plein droit, 1740-1780) - Duchesse de Parme et de Plaisance (de plein droit, 1740-1748) - Impératrice du Saint-Empire, reine de Germanie (1745-1765) | - Princesse de la Maison de Habsbourg. Fille de Charles VI du Saint-Empire et d'Élisabeth-Christine de Brunswick-Wolfenbüttel. - Mère de Marie-Élisabeth d'Autriche, de Marie-Anne d'Autriche, de Marie-Caroline d'Autriche, de Joseph II du Saint-Empire, de Marie-Christine d'Autriche, de Marie-Élisabeth d'Autriche, de Charles-Joseph d'Autriche, de Marie-Amélie d'Autriche, de Léopold II du Saint-Empire, de Marie-Caroline d'Autriche, de Marie-Jeanne-Gabrielle d'Autriche, de Marie-Josèphe d'Autriche, de Marie-Caroline d'Autriche, de Ferdinand d'Autriche-Este, de Marie-Antoinette d'Autriche et de Maximilien-François d'Autriche. |           |

### Maison Leszczyński (1737-1766)
| Portrait | Nom (dates)                     | Époux                                     | Titres | Eléments biographiques |
| -------- | ------------------------------- | ----------------------------------------- | --- | --- |
|          | Catherine Opalinska (1680-1747) | - Stanislas Leszczynski (mariage en 1698) | - Reine de Pologne et grande-duchesse de Lituanie (1705-1709 puis 1733-1736) - Duchesse de Lorraine et de Bar (1737-1747) | - Princesse de la Famille Opalinski. Fille de Jan Karol Opalinski et de Sofia Anne Czarnkowska. - Mère d'Anne Leszczynska et de Marie Leszczynska. |